# Деполяризация

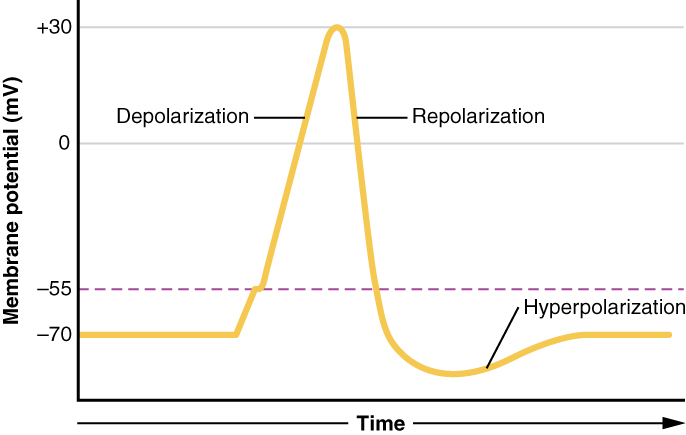

Деполяризация — уменьшение разности потенциалов у находящейся в состоянии физиологического покоя клетки между её отрицательно заряженной цитоплазмой и внеклеточной жидкостью, то есть понижение потенциала покоя. Существует два вида деполяризации: пассивная деполяризация и активная деполяризация.
Деполяризация может быть вызвана тремя стимулами, не причиняя клетке никакого вреда. К таким стимулам относятся: механические, химические и электрические. Одним из примеров механического стимула может быть температура. Высокая температура приводит к расширению мембраны, холод сокращает её.
Произошедшая в одном месте мембраны деполяризация служит стимулом для распространения деполяризации по мембране. Ион натрия (Na+) , хлынувший в клетку в месте, где произошла деполяризация и прекратилось действие натриевого насоса, вытесняет наружу ион калия(K+). Ионы натрия меньше размерами и более подвижны, чем ионы калия. Поэтому в клетку входит больше ионов натрия, чем выходит из неё ионов калия. В результате кривая деполяризации пересекает нулевую отметку и поднимается выше. Клетка снова оказывается поляризованной, но с обратным знаком. На какой-то момент клетка приобретает внутренний положительный заряд, благодаря присутствию в ней избытка ионов натрия. На внешней стороне мембраны появляется маленький отрицательный заряд. В невозбудимых тканях может иметь место гипополяризация или частичная потеря потенциала покоя.
Использование термина «деполяризация» в биологии отличается от его использования в физике. В физике это относится к ситуациям, в которых любая форма полярности меняется на ноль.

## Пассивная деполяризация
Пассивная деполяризация возникает при прохождении через мембрану слабого электрического тока выходящего направления (анод — внутри, катод — снаружи), не вызывающего изменений ионной проницаемости мембраны.

## Активная деполяризация
Активная деполяризация развивается при повышении проницаемости мембраны для ионов Na+ или при её снижении для ионов К+. При возникновении потенциала действия активная деполяризация, связанная с преходящим повышением натриевой проницаемости мембраны, приобретает регенеративный характер: деполяризация повышает натриевую проницаемость, что в свою очередь ведёт к увеличению деполяризации, и т. д. Длительная деполяризация мембраны ведёт к инактивации натриевых каналов и повышению калиевой проницаемости, в результате чего происходит падение или полное исчезновение возбудимости клетки.

## Блокаторы деполяризации
Существуют лекарственные препараты, называемые агентами, блокирующими деполяризацию, которые вызывают длительную деполяризацию, открывая каналы, ответственные за деполяризацию и не позволяя им закрыться, предотвращая реполяризацию. Примеры включают никотиновые агонисты: суксаметониум и декаметоний.